# 잠실 리센츠
잠실 리센츠(영어: RICENZ)는 대한민국 서울특별시 송파구 올림픽로 135 (잠실동 22)에 위치하고 있다. 잠실동 주공 2단지가 재건축되어 2008년 7월에 재건축이 완료되었다. 총 22개의 다양한 평면타입의 5,564세대와 총 65개동 최고층수 33층으로 구성된다.